# Concordat de 1940
 (mai 2013).
Si vous disposez d'ouvrages ou d'articles de référence ou si vous connaissez des sites web de qualité traitant du thème abordé ici, merci de compléter l'article en donnant les références utiles à sa vérifiabilité et en les liant à la section « Notes et références ».

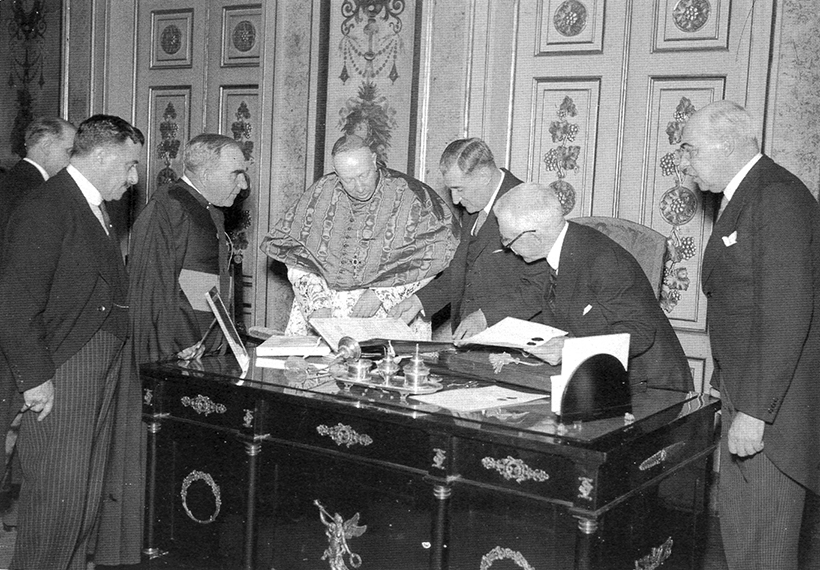
Salazar et le cardinal Pietro Ciriaci, lors de la ratification du Concordat de 1940, au Palais Necessidades, à Lisbonne.

Le Concordat de 1940 était un accord entre le Portugal et le Saint Siège. Le concordat a été signé au Vatican le 7 mai 1940.

## Histoire
Le régime de Salazar avait renversé la Première République portugaise le 28 mai 1926, qui le 20 avril 1911 avait promulgué la loi de Séparation de l'Église Catholique et de l'État Portugais. Salazar a cependant restauré une grande partie de la puissance de l'Église catholique, notamment par le biais de ce concordat. 
Il donne ainsi à l'Église le contrôle exclusif de l'enseignement religieux dans les écoles publiques. Seuls les membres du clergé catholique peuvent, à partir de ce concordat, servir d'aumôniers dans les forces armées. Le divorce, légalisé par la première république, a été de nouveau rendu illégal pour ceux qui s'étaient mariés dans une église.
On a également donné la personnalité juridique à l'Église catholique, ce qui lui a permis de détenir des biens ainsi qu'à fonctionner selon ses propres règles. Pour sa part, l'État conserve, à l'article 10, le droit de veto politique quant à la nomination des évêques.
Le résultat immédiat du concordat fut que le 13 juin 1940 Pie XII publia l'encyclique "Saeculo Exeunte Octavo".
Bien que Salazar soit mort en 1968, la Seconde République a continué jusqu'en 1974. Ainsi, le droit canon a continué à empêcher les catholiques d'obtenir un divorce civil jusqu'en 1975 quand un protocole additionnel au Concordat le leur permettait.